# Amblyomma clypeolatum
Amblyomma clypeolatum (лат.) — вид клещей рода Amblyomma из семейства Ixodidae. Южная Азия: Индия (Rajasthan and Andhra Pradesh), Мьянма, Шри-Ланка. Паразитируют на пресмыкающихся, главным образом, на черепахах Geochelone elegans, Geochelone platynota и Indotestudo elongata. У самцов спинной жесткий щиток прикрывает все тело, у самок треть.
Вид был впервые описан в 1899 году зоологом Л. Г. Ньюманном (Neumann, L. G. 1899).